# Historiae Romanae ad M. Vinicium consulem libri duo
Gli Historiae Romanae ad M. Vinicium consulem libri duo (in traduzione: Due libri di storia romana al console Marco Vinicio) sono l'unica opera pervenuta di Velleio Patercolo.

## Titolo
Il titolo originale dell'opera è controverso.
Nel frontespizio dell'editio princeps di Beato Renano del 1520 l'opera s'intitola Historiae Romanae duo volumina ad M. Vinicium cos.
Giusto Lipsio nella sua edizione del 1591 criticò tale titolo, perché l'opera non tratta soltanto di storia romana, ma non osò mutarlo e lo mantenne in epigrafe al testo.
È invece incontestabile che la dedica a Marco Vinicio faccia parte del titolo e che richieda necessariamente l'apposizione di console al suo nome, in quanto l'opera fu scritta e pubblicata proprio in occasione del suo consolato.

## Datazione
Dalla dedica a Marco Vinicio e dai riferimenti cronologici relativi al suo consolato è possibile affermare con certezza che l'opera è stata scritta intorno all'anno 30, un anno significativo per i Romani, in quanto ricorreva il cinquantesimo anniversario della sottomissione dei Parti. Velleio all'interno della sua Storia romana spesso accenna alla fretta con cui è stato costretto a scrivere l'opera: perciò la stesura del trattato deve aver richiesto poco tempo, forse anche meno di un anno.
Italo Lana avanza dei dubbi sulla data di composizione e, di conseguenza, su quella di pubblicazione -che Charles Wachsmuth, sulla base di alcuni indizi interni al testo di Velleio, stabilisce corrispondere al 1º gennaio 30 d.C.- dell'opera.
A II, 130,4 Velleio fa un riferimento cronologico molto specifico, affermando che da tre anni l'animo di Tiberio è lacerato da gravi dolori: l'inizio degli affanni di Tiberio può coincidere, secondo Lana, o con il 26 d.C. (e la composizione dell'opera risalirebbe quindi al 28 d.C.) o con il 28 d.C. (in tal caso l'opera risalirebbe almeno alla seconda metà del 30 d.C.). Inoltre a II, 103,3 Velleio informa che Tiberio era stato adottato da Augusto ventisette anni prima. In tal caso l'ultima parte del II libro dovrebbe essere stata scritta dopo il 26 giugno del 30 d.C. Ancora, a II, 126,1 l'autore fa un riferimento al sedicesimo anno di regno di Tiberio e Lana dimostra come si possa intendere il sedicesimo anno compiuto e non in corso, rimandando di nuovo la composizione dell'ultima parte del II libro - e quindi la sua pubblicazione - alla seconda metà dell'anno 30 d.C.
Nonostante sia impossibile risolvere il problema della cronologia velleiana, la composizione dell'opera si data, con Lana, agli anni 29-30 d.C. con pubblicazione successiva al luglio del 30 d.C.

## Struttura
Probabilmente scritta nel 29-30 d.C., anno della sua pubblicazione, l'opera è dedicata a Marco Vinicio, console in quello stesso anno. L'autore si ripropone di scrivere un compendio di storia universale distribuita - in misura non uguale - in due libri: il primo libro, per buona parte lacunoso, è costituito da 18 capitoli, il secondo da 131. Gran parte dell'opera si concentra sugli eventi più vicini all'epoca della stesura.

### Primo libro
Il primo libro si apre con gli avvenimenti successivi alla caduta di Troia: gli studiosi concordano sulla presenza di una lacuna iniziale comprendente il proemio e la narrazione dei primi eventi riguardanti la guerra di Troia.
Nei capitoli 1-2 vengono esposte le vicende di alcuni degli eroi sopravvissuti alla caduta di Troia (Epeo, Teucro, Neottolemo, Fidippo, Agamennone - con una digressione sulle vicende di Oreste -, i fratelli Lido e Tirreno), le lotte fra Pelopidi ed Eraclidi, la fine della monarchia ad Atene.
I successivi, fino al 6, riguardano le migrazioni di popoli in Grecia, con una digressione geografica. Fondazione di nuove colonie. Digressione di carattere letterario su Omero e poeti successivi interrotta dall'accenno alle leggi di Licurgo a Sparta e alla fondazione di Cartagine; nei capp. 7-8 si parla dei Giochi olimpici e cambiamenti politici ad Atene, oltre alla Fondazione di Roma.
Si registra una lacuna tra VIII e IX capitolo, dalla fondazione di Roma all'inizio della terza guerra macedonica contro il re Perseo (580 anni), per riprendere, nei capitoli 9-11, con la terza e quarta guerra macedonica e una digressione su Metello Macedonico.
Dal cap. 12 al 18 si narra lo scontro di Roma con la Lega achea, fino alla distruzione di Corinto e di Cartagine. In questo, Velleio tesse un elogio di Publio Cornelio Scipione Africano e Lucio Mummio, per poi aprire una digressione sulla cronologia delle colonie fondate dopo la conquista di Roma da parte dei Galli avvenuta nel 390 a.C.. Infine, Velleio chiude il libro con considerazioni dell'autore riguardo alla propria opera e confronto tra autori greci e latini nei vari ambiti e nelle varie epoche e città .

### Secondo libro
Il libro inizia, nei capitoli 1-4, con una annotazione moralistica di critica dei vizi del II secolo a.C.. Si narrano, in questo contesto, la guerra contro Viriato (148 a.C.) e contro Numanzia, introducendo il personaggio di Tiberio Gracco e la morte di Publio Cornelio Scipione Africano Emiliano. Sempre nel solco dell'esemplificazione del declino morale di Roma, dopo aver parlato di Decimo Bruto in Spagna, si racconta di Gaio Gracco, dei, delitti compiuti da Lucio Opimio e si esprimono considerazioni sulle leggi dei Gracchi .
I capitoli 8-10 sono dedicati a una digressione sulla fioritura dell'oratoria e della letteratura tra II e I secolo a.C.. Severità dei censori, per poi riprendere con la guerra contro Giugurta, in cui emergono le figure di Lucio Silla e Mario, oltre all'operato di Marco Livio Druso, alla cui morte scoppia la Guerra sociale.
Nei capitoli 8-23 Velleio tratta della guerra contro Mitridate, con la marcia di Silla su Roma. Si parla, inoltre, dell'uccisione di Quinto Pompeo Rufo. Si racconta, poi, del personaggio di Gneo Pompeo Strabone e del suo scontro con Cinna, per dedicarsi alla figura di Valerio Flacco.
Nei capitoli 24-29 sono descritte le imprese di Silla in Italia, poi, la Guerra contro Sertorio in Spagna e il consolato di Mario. Gli eventi offrono a Velleio il destro per un giudizio morale sui costumi di Roma e sulla guerra civile che, dopo lo scontro tra Silla e i Sanniti, culmina con l'uccisione di Mario e la dittatura di Silla e l'emergere di Gneo Pompeo.
Seguono il trionfo sulle Spagne, l'episodio di Spartaco e la Guerra contro i pirati, con le figure di Marco Antonio Cretico e Quinto Lutazio Catulo. Nel mentre, dopo lo scontro tra Pompeo e Lucio Lucullo, si ha la conquista di Creta. Emerge, intanto, la figura di Marco Tullio Cicerone, con la congiura di Catilina, in cui si distingue la fermezza di Marco Porcio Catone. Infine, Velleio fa una digressione sulle grandi figure dell'epoca.
La campagna di Pompeo contro Mitridate nel Armenia consente a Velleio un riepilogo delle conquiste di Roma fino al I secolo a.C., in cui si distingue Cesare nelle Gallie, con un suo ritratto. Pompeo, Cesare e Crasso stipulano il Primo triumvirato, mentre a Roma Publio Clodio si scontra con Cicerone.
Scoppia, intanto, la guerra civile: vengono narrati i contrasti fra Cesare e Pompeo, passaggio del Rubicone e marcia su Roma da parte di Cesare, che è in Spagna, scontro con i legati pompeiani. Dopo la Battaglia di Farsalo, si ha la fuga di Pompeo in Egitto e la sua uccisione (48 a.C.).
Cesare è in Africa contro i Pompeianiː al suo ritorno a Roma, segue la sua uccisione, mentre i Cesaricidi occupano il Campidoglio.
Nei capitoli 59-87 si ha la dettagliata narrazione della guerra civile tra Ottaviano e Antonio, con la Battaglia di Azio e suicidio di Antonio e Cleopatra.
Successivamente si delinea l'età augustea, in cui inizia ad emergere, dopo la morte di Marco Claudio Marcello (nipote di Augusto), Tiberio, di cui Velleio tratteggia le campagne in Oriente e, col fratello Druso Claudio, contro Reti e Vindelici. Nei capitoli seguenti Velleio attinge anche a sue esperienze personali, come la guerra contro la Pannonia, la Campagna in Germania e la morte di Druso, sostituito da Tiberio, che si ritira a Rodi per le dissolutezze di sua moglie Giulia. 
Dopo la morte di Gaio Cesare e Lucio Cesare Augusto procede all'adozione di Tiberio e di Marco Agrippa da parte di Augusto. Il trionfo di Tiberio porta Velleio ad un elogio della sua modestia.
Infine, dopo la morte di Augusto e la sua apoteosi, Tiberio sale al potere. Insurrezioni dell'esercito stanziato in Germania e di quello nell'Illirico vengono sedate, il che porta ad un elogio del governo di Tiberio, con esempi di grandi “uomini nuovi” del passato e la scelta di Seiano come collaboratore di Tiberio. Eventi particolari del principato di Tiberio sono il trionfo di Germanico e le opere pubbliche di Tiberio.
Il secondo e ultimo libro dell'opera si conclude al capitolo 131 con una preghiera di Velleio per la lunga vita di Tiberio e la sopravvivenza dell'impero.

## Tradizione
L'opera è stata tramandata da un unico manoscritto, oggi perduto, il Murbacensis: Beatus Rhenanus, il monaco che lo trovò nel 1515 nell'abbazia di Murbach in Alsazia, trasse una copia dal manoscritto, giudicandolo eccessivamente corrotto. Nel 1520 a Basilea fu pubblicata ad opera di Alberto Burer, amanuense di Beatus Rhenanus, l’editio princeps con un'appendice contenente correzioni. Nel frattempo Bonifacio Amerbach, discepolo di Beatus Rhenanus, realizzò una seconda copia del manoscritto di Murbach, rinvenuta nel 1834 presso la biblioteca dell'Università di Basilea.

## Genere, scopo e destinatari
Nella sua opera Velleio fa spesso riferimento alla velocità con cui doveva scrivere e alla conseguente necessità di brevità: tali riferimenti, che alludono alla selettività del materiale, sono una qualità propria di molti generi, tra cui la storiografia. A tal proposito Woodman avvicina l'opera anche al genere del compendio e alla storiografia universale. In altri scrittori non meno che in Velleio, inoltre, i riferimenti alla velocità e alla brevità sono convenzionali metodi di omettere materialeː spesso Velleio promette che questo materiale comparirà in un'opera futura, con una formula che, tuttavia, si inserisce nelle convenzioni letterarie della letteratura panegiristica.
L'utilità pratica sarebbe la chiave della Storia romana di Velleio: l'autore voleva fornire un testo di consultazione a persone che volessero per qualsiasi motivo consultare velocemente una breve storia o a persone di scarsa cultura che volessero avere un'infarinatura generale sull'argomento. Criniti, invece, nega che Velleio abbia avuto intenzioni educative o informative, assegnando un significato e un valore politico alla sua opera: egli è, infatti, convinto che l'opera non sia stata scritta per i posteri quanto, piuttosto, per i contemporanei colti di Velleio, come evidenzierebbe la pluralità di fonti.
Alcune delle fonti dell'opera sono citate dallo stesso Velleio, in particolare gli Annales di Quinto Ortensio, in cui si trova un elogio del trisavolo di Velleio, Minato Magio, e Catone il Censore, che compare a proposito della datazione della fondazione di Capua. Altre fonti, non menzionate, ma utilizzate da Velleio secondo gli studiosi, sono i Chronica di Cornelio Nepote, il Liber Annalis di Pomponio Attico, i Disciplinarum libri IX di Varrone Reatino. Tra i contemporanei si devono ricordare Sallustio, i libri Ab urbe condita di Livio e i perduti De vita sua e Index rerum gestarum di Augusto. Velleio si servì poi degli Acta o Commentarii senatus, degli Acta publica e degli Acta Diurna e inoltre sfruttò i suoi ricordi personali, come si legge più di una volta a partire dal capitolo 101 del II libro. Criniti imputa, però, a Velleio un uso superficiale delle fonti che avrebbe causato imprecisioni ed errori all'interno dell'opera.

## Metodo e limiti
Il valore dell'opera di Velleio è controverso tra chi, come Frederick W. Shipley, Leopoldo Agnes  e N. Criniti, ha visto numerosi pregi nella Storia romana, e chi, come Italo Lana e J. Hellegouarc'h, ne ha evidenziato soprattutto i difetti. Velleio viene accusato soprattutto di aver interpretato la storia non come concatenazione di eventi, ma come una successione di ritratti di personaggi che agli eventi hanno dato senso con la loro personalità. Da ciò segue l'abitudine riscontrata nella sua opera di considerare - e giudicare - gli uomini più dei fatti stessi: si possono leggere giudizi negativi sui Gracchi, C. Mario e i loro seguaci, favorevoli a riforme che avrebbero sovvertito l'assetto della res publica, e positivi, per contro, su Silla, Pompeo, Ottaviano e Tiberio, i cosiddetti boni cives.
Il testo è ricco, inoltre, di omissioni volte a porre sotto una determinata luce i vari personaggi: non si fa parola del comportamento remissivo di Augusto in relazione alla richiesta di Antonio di proscrivere Cicerone né dell'uccisione di Cesarione, figlio di Cesare e Cleopatra, voluta dallo stesso Augusto. Si fa solo un cenno alla sua elezione al consolato prima del compimento dei vent'anni senza notare la violazione della lex Villia annalis. Inoltre, nella realizzazione dei medaglioni dei personaggi dell'opera, Velleio si interessa soprattutto alla loro vita privata: si trovano, ad esempio, molte informazioni sulla vita di Augusto, ma molto poco si dice della sua opera di riorganizzazione dello stato e lo stesso si può dire per Tiberio.
La narrazione di Velleio sarebbe più che altro una preparazione al principato di Tiberio: la sua intesa propagandistica ha, infatti, forti affinità con la propaganda imperiale contemporanea delle monete; l'approccio di Velleio inoltre fa affidamento su un impulso biografico e la sua storia universale fa parte di una tendenza propria della storiografia antica di vedere la storia come maestra di vita. Tuttavia una certa giustificazione delle intenzioni di Velleio sarebbe possibile considerando il suo legame con Tiberio, al quale molto doveva sia per se stesso che per altri membri della sua famiglia: per questo sarebbe naturale che si sia sviluppata una tradizione di fedeltà all'imperatore e di adesione agli ideali dell'impero. Sottolinea inoltre come la partecipazione in prima persona agli eventi possa aver influenzato Velleio: non trova che i pregi dell'imperatore evidenziati da Velleio siano stati riportati a scopo di propaganda, bensì pensa si tratti di constatazioni da parte di un testimone oculare.

## Edizioni
- (LA) C. Velleius Paterculus, cum animadversionibus Iusti Lipsi, Lugduni Batauorum, ex officina Plantiniana, apud Franciscum Raphelengium, 1591.
- (LA) Ad M. Vinicium libri duo, a cura di Ezio Bolaffi, Augustae Taurinorum, in aedibus Io. Bapt. Paraviae et sociorum, 1930.
- (LA, IT) Storia di Roma dedicata a Marco Vinicio console, a cura di Leopoldo Agnes, in G. Velleio Patercolo e L. Anneo Floro, Le Storie; Epitome e frammenti, a cura di Leopoldo Agnes e Jolanda Giacone Deangeli, Torino, Unione tipografico-editrice torinese, 1969,  pp. 7-297.
- Storia di Roma in due libri dedicata al console Marco Vinicio, traduzione di Enrico Meroni, introduzione di Nicola Criniti, note, appendici, indici, bibliografia a cura di Nicola Criniti ed Enrico Meroni, Milano, Rusconi, 1978, ISBN non esistente.
- (LA) Historiarum ad M. Vinicium consulem libri duo, recognovit Wilhelmus S. Watt, Leipzig, BSB B. G. Teubner Verlagsgesellschaft, 1988, ISBN 3-322-00451-1.
- (LA, IT) Storia romana, introduzione, traduzione e note di Renzo Nuti, Milano, Rizzoli, 1997, ISBN 88-17-17189-1.
- (LA) Ad M. Vinicium consulem libri duo, curavit adnotavitque Maria Elefante, Hildesheim, Georg Olms Verlag, 1997, ISBN 3-487-10257-9.
- (LA, IT) I due libri al console Marco Vinicio, introduzione, testo e traduzione a cura di Maria Elefante, Napoli, Loffredo editore, 1999, ISBN 88-8096-710-X.
- Velleio Patercolo, Storia romana, con introduzione e commento di F. Portalupi, Torino, Giappichelli, 1967.

Edizioni parziali commentate
- (LA, EN) The Tiberian Narrative (2.94-131), edited with an introduction and commentary by Anthony J. Woodman, Cambridge, Cambridge University Press, 1977, ISBN 0-521-21397-5.